# NGC 1154
NGC 1154 è una  galassia a spirale barrata (per alcuni a spirale intermedia) situata nella costellazione dell'Eridano, a una distanza di circa 214 milioni di anni luce dalla nostra Via Lattea.

## Scoperta
La galassia è stata scoperta il 15 dicembre 1876 dall'astronomo francese Édouard Stephan.

## Descrizione
NGC 1154 presenta una larga riga a 21 cm dell'idrogeno neutro.
Il database NASA/IPAC la considera una galassia di campo, cioè una galassia che non appartiene a nessun ammasso o gruppo di galassie e quindi è gravitazionalmente isolata.
Tuttavia NGC 1154 e NGC 1155, che appaiono visualmente vicine, si trovano anche a una distanza comparabile dalla nostra Via Lattea. Si ritiene pertanto che esse formino una coppia di galassie che viene designata Holm 64.

## Supernova
Il 27 dicembre 2011, all'interno di NGC 1154 è stata scoperta la supernova SN 2011jp da Greg Bock, astronomo amatoriale che partecipava al programma  BOSS (BOSS-Backyard Observatory Supernova Search). La supernova è stata classificata di tipo II-P.